# Circle Pines
Circle Pines – miasto w Stanach Zjednoczonych, w stanie Minnesota, w hrabstwie Anoka.